# 成田十次郎
成田 十次郎（なりた じゅうじろう、1933年1月1日 -2022年8月7日 、旧姓：山中）は、日本の元サッカー選手、サッカー指導者。スポーツ学者。高知県吾川郡池川町（現・仁淀川町）出身。

## 来歴
高知県立高知追手前高等学校ではバレーボール部に所属していたが、東京教育大学体育学部に入学後は蹴球部に入部した。在学中の1953年に関東大学サッカーリーグ戦で優勝、1954年に日本代表候補となる。
東京大学大学院人文科学研究科博士課程満期退学後、1960年にドイツ体育大学ケルンに留学する際、日本サッカー協会から戦後日本のサッカー復興のためのコーチ探しを依頼され、西ドイツ国内のクラブチームから、当時西ドイツでも日本でも無名であったデットマール・クラマーを発掘した。1968年に東京教育大学の監督に就任し、関東大学サッカーリーグ戦で優勝。また、1969年から1972年まで読売サッカークラブの監督も兼任した。
1978年から筑波大学の教授に就任。1996年4月から2002年10月まで高知女子大学（現：高知県立大学）の第11代学長を務めた。2010年、瑞宝中綬章を受章した。2021年に仁淀川町の名誉町民となった。
1967年に教育学の博士号を東京教育大から受けた。題は「近代ドイツ体育の成立過程に関する研究」。
2022年8月7日午後0時16分、東京都内の自宅で前立腺がんのため亡くなっていたことが同18日にわかった。

## 著書
- 成田十次郎『サッカーと郷愁と 戦後少年のスポーツと学問の軌跡』不昧堂出版、2010年9月1日。ISBN 4829304812。